# Kao Č'-šeng
Kao Č'-šeng (čínsky 高智晟, pinyin Gao Zhisheng) (* 1964, Šan-si, Čína) je čínský armádní veterán a právník-samouk. List New York Times jej označil za "jednoho z nejvýznamnějších čínských lidsko-právních advokátů" poté, co se dostal mezi právnickou elitu a provozoval vlastní právnickou kancelář v Pekingu. Kvůli obhajobě občanů postižených státem, například v případech rolníků, kterým byla odebrána půda, pronásledovaní příznivců Fa-lun-kungu nebo čínských křesťanů z podzemní církve, se dostal do nepřízně čínského režimu. V roce 2007 byl navržen na Nobelovu cenu míru. Od právnické obce obdržel v roce 2010 cenu za odvážnou advokacii, která mu byla udělena v jeho nepřítomnosti na slavnostním předání v kalifornské Santa Barbaře. V Londýně mu byla v roce 2011 udělena Bindmansova cena v žebříčku cenzury svobody projevu.
Za svoje aktivity na poli lidských práv byl čínskými státními úřady vyloučen z advokátní komory, zadržen a mučen čínskou tajnou policií. Kao Č'-šeng byl několikrát tajně zatčen. Poprvé během příprav na olympijské hry v Pekingu v roce 2008, kdy úřady odmítaly sdělit místo jeho pobytu, a poté opět během roku 2009 a 2010.  Podle sdělení agentury Sin-chua (Xinhua) z prosince 2011 byl Kao uvězněn na 3 roky. Petici za jeho osvobození již podepsalo bezmála 150 tisíc lidí.

## Život

### Kariéra a postoje
Narodil se v jeskyni. Jeho rodiče si ho nemohli dovolit poslat do školy, a tak poslouchal vyučování venku pod okny třídy. Přes nesnadné sociální podmínky se vypracoval mezi právnickou elitu a roku 2001 čínské ministerstvo spravedlnosti jmenovalo Kaa jedním z deseti nejlepších čínských právníků.
Mezi jeho klienty patřili např. Jang Mao-tung, Čeng Ji-čchun a farář Caj Čuo-chua. Jang byl zadržen za poskytování právního poradenství vesničanům v Taj-š' v provincii Kuang-tung, kteří se pokoušeli sesadit hlavního představitele vesnice kvůli korupci. Čeng, novinář a bývalý profesor, byl odsouzen na sedm let odnětí svobody za své příspěvky na internetu. Farář Caj Čuo-chua byl uvězněn na tři roky za takové věci, jako je tištění a prodávání Bible.

### Obhajoba praktikujících Fa-lun-kungu
V prosinci 2004 napsal tři otevřené dopisy čínskému prezidentu Chu Ťin-tchaovi protestující proti pronásledování Fa-lun-kungu. Následně po druhém dopisu Pekingský městský výbor spravedlnosti pozastavil činnost Kaovy kanceláře na jeden rok. V prosinci bylo jeho oprávnění k provozování právnické praxe zrušeno.
Kao Č'-šeng poté veřejně vystoupil z komunistické strany a napsal třetí dopis. Po třetím dopisu obdržel několik telefonátů od policie. Policie mu sdělila, že zašel příliš daleko a uvedl se tak do obtížné pozice. Policie řekla, že on, jeho žena a děti jsou vyšetřováni. Začátkem prosince byli Kao a jeho rodina převedeni pod neustálý policejní dohled.

### První zatčení
Policie jej zatkla v lednu 2006 za to, že filmoval policii, poté co si všiml, že policie filmuje jeho. Tentokrát mu policie vyhrožovala zabitím. O několik dní později, rovněž v lednu, se jej pokoušel srazit automobil se zakrytými poznávacími značkami, doprovázený vojenským vozidlem s rovněž zakrytou poznávací značkou. Byl zadržen v srpnu při návštěvě své sestry v provincii Šan-tung. Oficiálně byl zatčen 21. září a obviněn z „podněcování k protistátní podvratné činnosti“.
Kao odpověděl zorganizováním štafetové hladovky. Právníci a právní aktivisté hladověli střídavě jeden nebo dva dny na protest proti státnímu pronásledování. Jako odezvu stát uvěznil zaměstnance jeho kanceláře. Kao udržoval svoji kancelář otevřenou navzdory svému vyloučení z právnické praxe, ale od poloviny února musel pokračovat ve své práci bez svých zaměstnanců.[zdroj?]

### 2006 Kauza odebírání orgánů vězňům v čínských vězeních
Poté, co se vynořily první články o odebírání orgánů praktikujícím Fa-lun-kungu v Číně v březnu 2006, Kao psal o tématu a tuto praxi odsoudil. Vyjádřil svoji dobrou vůli připojit se ke Koalici pro vyšetření pronásledování Fa-lun-kungu, skupiny, která pověřila vyšetřováním kanadské právníky Davida Kilgoura a Davida Matase.

### 2008 od dubna nezvěstný
Kao byl na několik týdnů zadržen už v roce 2007 potom, co americkému Kongresu odeslal dopis, ve kterém popsal stav lidských práv v Číně i zacházení, které se svou rodinou od bezpečnostních sil zažil. Kao v něm do detailů popsal mučení, kterým prošel, včetně bití, opakovaných elektrických šoků do genitálií a pálení cigaretami v obličeji, po kterém na několik dní oslepl. Po propuštění ho jeho příbuzní popisovali jako fyzicky i duševně „zlomeného muže“. Kao sdělil svoje obavy, že pokud bude znovu zatčen, opět ho budou mučit. Ve své korespondenci silně odsoudil Čínskou komunistickou stranu za kruté represe proti Číňanům, které nyní provádí ve jménu olympijských her. Označil čínský komunistický režim jako „vládu tyranie.“ Podle něj se režim pokouší olympiádou dokázat světu, že je schopný sdružovat Číňany a ti že ho podporují. Vyzval rovněž politické představitele západních zemí, aby si vzali příklad z amerického prezidenta Jimmyho Cartera, který v roce 1980 rozhodl o bojkotu olympijských her v Moskvě. Před publikováním dopisu Kao prohlásil, že zná důsledky, jaké to může mít pro něj a pro jeho rodinu. Je připraven jít znovu do vězení, pomůže-li to lidem v Číně.
Úryvek z dopisu: Vážené dámy, vážení pánové, Dr. Martin Luther King řekl: „Bezpráví někde, ohrožuje právo všude.“ V logice čínských komunistů je to obráceně. Pro ně platí „Právo někde, ohrožuje bezpráví všude“. Dokonce, i když právo není vůči zlu nepřátelské, bude na něj zlo útočit jako na nepřítele, protože již samotná existence práva stojí zločinu v cestě.
Po zveřejnění dopisu byl čínský právník unesen čínskou policií na neznámé místo. Pouhé čtyři dny před začátkem olympijských her v Pekingu oznámilo čínské rádio Sound of Hope („Hlas naděje“, sídlem v USA) zprávu o tom, že obhájce lidských práv Kao Č’šeng je naživu.

### 2009 Manželka a děti Kao Č'-šenga utekli do USA
Březen 2009 – Organizace, které vznikly na právníkovu záchranu a podporu Friends of Gao Zhisheng (Přátelé Kao Č'-šenga) a "Global Association for the Rescue of Gao Zhisheng" podaly zprávu o tom, že Kaova žena Keng Che se svými dvěma dětmi zažádala okamžitě po přicestování do Thajska na úřadu pro uprchlíky o azyl do USA. Při zrychleném řízení vlády Spojených států jim byl přiznán statut uprchlíků, a tak mohly 11. března vstoupit na americkou půdu.

### 2010 Kao žije – je zadržován v Sin-ťiangu
V lednu poprvé čínské úřady připustily zmizení advokáta Kao Č'-šenga.
V únoru 2010 zástupci čínské ambasády ve Washingtonu na dotaz americké strany oznámili, že dotyčný se nachází v Sin-ťiangu.
V březnu 2010 se britský ministr zahraničí David Miliband při své návštěvě v Pekingu zajímal o Kaův případ. Čínské ministerstvo zahraničí neposkytlo informace o jeho zdravotním stavu ani místě pobytu.
Koncem března 2010 – Kao kontaktoval mezinárodní média. Agentura Reuters uvedla, že žije na hoře Wutai s buddhistickými mnichy. Jeho přítel a právník Li Heping uvedl, že podle něj provedl Kao telefonáty pod nátlakem a za přítomnosti věznitelů.
16. prosince 2010 – Evropský parlament naléhá na čínské orgány, aby neprodleně vyjasnily situaci prominentního advokáta lidských práv Kao Č'-šenga, který zmizel dne 4. února 2009, a otevřela zcela nezávislé a transparentní vyšetřování jeho zmizení.

### 2011 – Kao je opět nezvěstný, mezinárodní pozornost

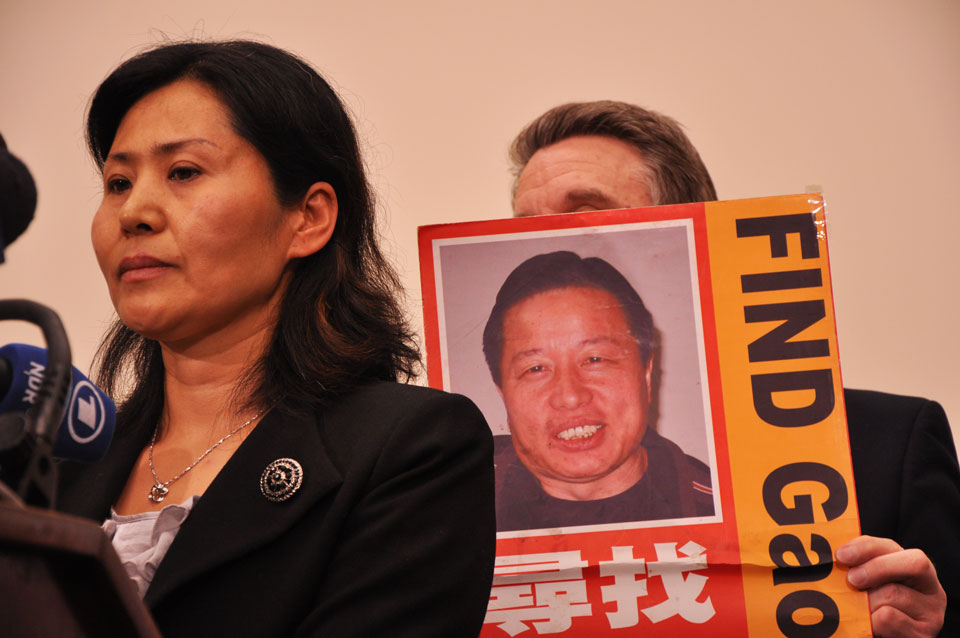
Žena čínského právníka Kao Č-šenga paní Keng Che žije v USA, snaží se dostat svého muže z vězení v ČLR. (Nina Lincoff/Medill News Service)

Leden 2011 – pracovní skupina Komise OSN pro lidská práva požaduje, aby Čína okamžitě propustila křesťanského právníka Kao Č'-šenga, který je už rok zadržován na neznámém místě, což odporuje mezinárodním zákonům.
17. ledna 2011 – Předseda Evropského parlamentu Jerzy Buzek vyjádřil své znepokojení nad zmizením čínského právníka Kao Č'-šenga a apeloval na čínskou vládu, aby odhalila jeho zdravotní stav a místo jeho zadržování.
Únor 2011 – Kaova žena Geng He, které se podařilo s dětmi uprchnout do USA, nedávno objevila prolog k článku „Černá noc čínského právníka Kao Č’-šenga", článek „Moje slova od srdce". Autorizovala tento článek novinám The Epoch Times k prvnímu vícejazyčnému vydání.
Březen 2011 – Kao Č'-šengovi byla v Londýně udělena Bindmansova cena v žebříčku cenzury svobody projevu. Kao byl oceněn za svoji práci při zastupování bezbranných a pronásledovaných skupin v Číně.
7. dubna 2011 – Evropský parlament ve své rezoluci vyzval místopředsedkyni komise Evropského parlamentu Catherine Ashtonovou, aby nadále, aby při svém kontaktu s čínskými představiteli nadále vyzdvihovala velmi vysoké porušování lidských práv v Číně a mimo jiné i případ Kao Č'-šenga.
20. dubna 2011 – Předseda Evropského parlamentu Jerzy Buzek upozornil na případ zmizení a mučení prominentního čínského právníka Kao Č'-šenga, který byl viděn naposledy před rokem. Buzek vyjádřil znepokojení nad zprávami o jeho mučení a vyzval čínské úřady, aby poskytli důvěryhodné informace o místě jeho pobytu a jeho zdravotním stavu.
27. června 2011 – Čeští politici, aktivisté a obhájci lidských práv vyzvali prezidenta, premiéra a ministra zahraničí, aby se jménem České republiky zastali vězněného čínského právníka a disidenta Kao Č'-šenga. Učinili tak v rytířském sále Senátu Parlamentu České republiky, kde proběhla tisková konference a diskuse u příležitosti vydání českého překladu knihy čínského právníka Kao Č'-šenga – Za Čínu spravedlivější.

15. srpna 2011 – Čínský obhájce Kao Č'-šeng má být 15. srpna propuštěn z vězení.
19. srpna 2011 – Mluvčí vlády Spojených států Victoria Nulandová již po několikáté tlumočila naléhavý zájem členů vlády USA o získání informací o místě pobytu a zdravotním stavu právníka Kao Č'-šenga. Spojené státy vyjádřily hluboké znepokojení nad zprávami o jeho možném mučení orgány tajné bezpečnosti. USA vyzvaly Čínský režim, aby právníka neprodleně propustil na svobodu. Viceprezident Joe Biden dostal pověření od vlády USA, aby se při své současné návštěvě Číny o případ Kao Č’-šenga aktivně zajímal. 

28. září 2011 – Slovenský poslanec Ondrej Dostál (klub Most-Híd) se osobně pokusil předat knihu Kao Č'-šenga jako dárek čínskému velvyslanci Gu Zipingovi u příležitosti oslav založení ČLR. Vyvedla ho ochranka, přestože přišel na osobní pozvání velvyslance.
29. září 2011 – požádal výbor NR SR pro lidská práva a národnostní menšiny ministra zahraničních věcí Mikuláše Dzurindu (SDKÚ-DS) o informace o aktuálním stavu kauzy čínského právníka Kao Č-šenga.
6. října 2011 – Několik českých politiků a osobností komentovalo předání knihy právníka Kao Č'-šenga čínskému velvyslanci Gu Zipingovi u příležitosti oslav založení ČLR z rukou slovenského poslance Ondreja Dostála (klub Most-Híd).
6. listopadu 2011 – Český premiér Petr Nečas v odpovědi na otevřený dopis podepsaný 13 senátory a řadou osobností a zaslaný představitelům české vlády na podporu právníka Kao Č'-šenga uvedl, že signatáře dopisu ujištil, že vláda, potažmo ministerstvo zahraničních věcí případ Kao Č'-šenga dlouhodobě sleduje a společně s dalšími podobně smýšlejícími zeměmi kauzu pana Kao při jednání s čínskou stranou zmiňují. Podle Nečase se o právníkovi česká vláda naposledy zmínila při červnovém lidsko-právním dialogu EU-ČLR v Pekingu.
17. listopadu 2011 – se na Twitteru objevila zpráva od uživatele s přezdívkou GuaDai, říkající, že Kao Č '-šeng zemřel 15. listopadu v (provincii) Vnitřní Mongolsko, kde byl zadržován.
19. prosince 2011 – Kao Č'-šeng byl oficiálně odsouzen ke třem letům vězení za porušení podmínky, oznámila to čínská státní tisková agentura Xinhua (Sinchua), čímž nepřímo uznala, že nejsou zvěsti o jeho smrti pravdivé. Představitelé čínské komunistické vlády opakovaně odmítají reagovat na četné výzvy mezinárodního společenství žádající informace o zdravotním stavu a místě pobytu renomovaného obhájce.
23. prosince 2011 – OSN, která také požaduje Kaovo propuštění, vydala prohlášení, že orgány komunistické Číny se dopustily zločinu proti mezinárodnímu právu svévolným zadržováním obhájce lidských práv Kao Č'-šenga.

### 2012 – Kao žije, je zadržován ve věznici Ša-ja

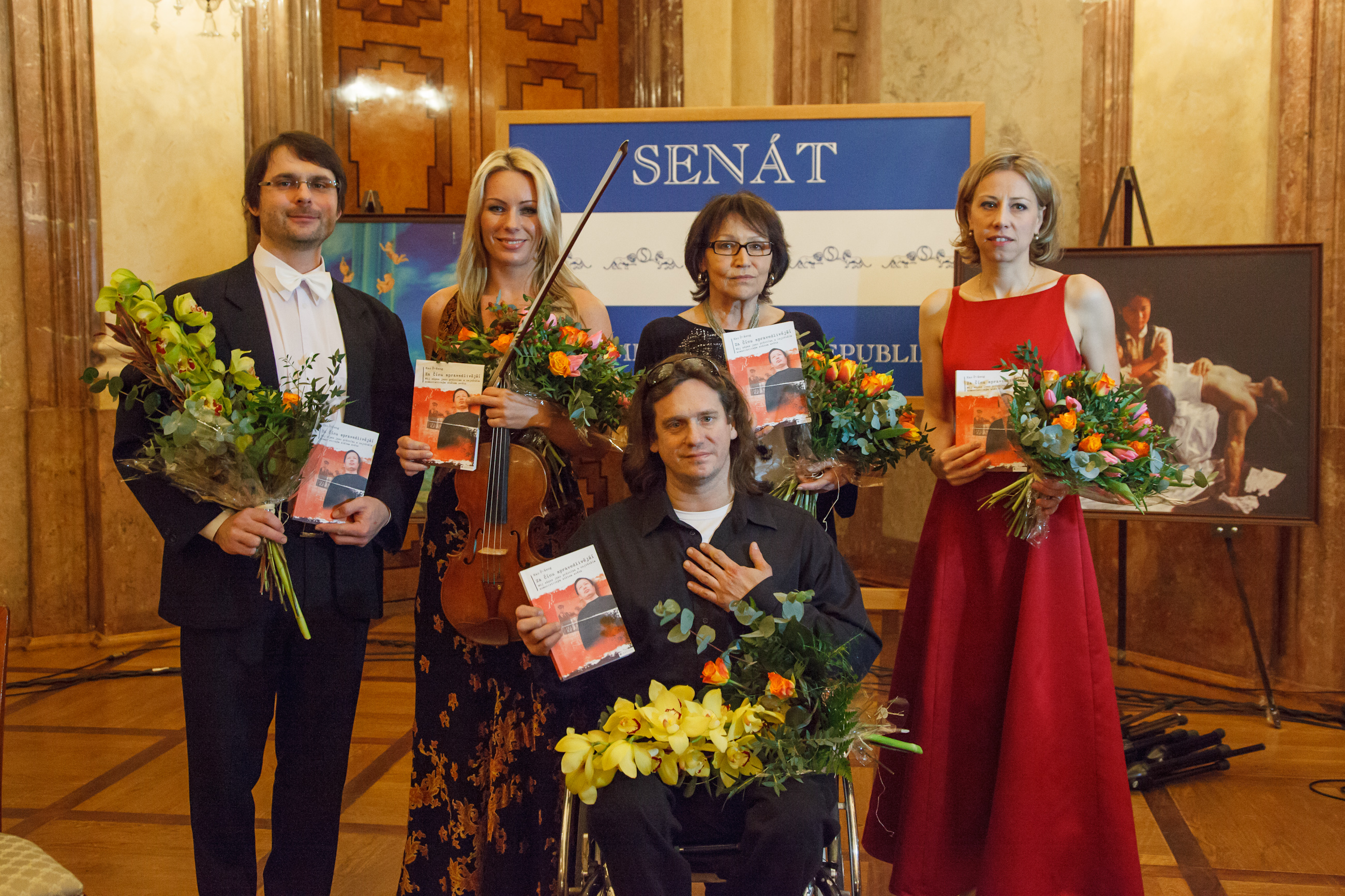
Skupinové foto účinkujících na koncertě za vězněného čínského právníka Kao Č'-šenga (zleva klavírista Štěpán Kos, violistka Jitka Hosprová, herec Jan Potměšil, zpěvačka Marta Kubišová, politička Kateřina Jacques)

2. leden 2012 – právníkův bratr Kao Č-i telefonicky sdělil agentuře Reuters ze svého domova v provincii Šan-si, že je Kao Č'-šeng zadržován v Ujgurské autonomní oblasti Sin-ťiang ve věznici v okrese Ša-ja. Ša-ja je asi 1100 kilometrů jihozápadním směrem od Urumči, střediska Ujgurské autonomní oblasti Sin-ťiang na severozápadě Číny. Místo Kaova pobytu je známo poprvé od dubna roku 2010, od kdy byl nezvěstný.
27. leden 2012 – Čeští umělci, violistka Jitka Hosprová, zpěvačka Marta Kubišová a Jan Potměšil vystupují na koncertu na podporu právníka Kao Č'-šenga v Hlavním sále Senátu PČR. Koncert se koná pod záštitou místopředsedkyně Senátu Aleny Palečkové. Koncert byl vysílán živě on-line a k dispozici je i záznam z koncertu.
21. března 2012 – Desítka aktivistů, mezi nimi herec Jan Potměšil, violistka Jitka Hosprová či bývalá poslankyně zelených Kateřina Jacques, dnes předala do schránky čínského velvyslanectví dopis týkající se lidských práv. Požadují v něm propuštění vězněného čínského advokáta Kao Č’-šenga a lidí praktikujících Fa-lun-kung.
24. března 2012 – Příbuzní vězněného čínského disidenta Kao Č'-šenga dostali od úřadů povolení, aby ho navštívili. Agentura AP připomíná, že téměř dva roky chyběly nezávislé informace o tom, zda je Kao Č'-šeng vůbec naživu. Čínské bezpečnostní složky eskortovaly členy rodiny z provincie Šan-si do ujgurské autonomní oblasti Sin-ťiang na 30minutové setkání, které proběhlo pomocí mikrofonu za skleněnou stěnou.

### 2017 - opět nezvěstný
Od roku 2017 je opět nezvěstný.

## Kao Č'-šeng v kultuře

### Film
Nezávislá televizní stanice NTD natočila dokumentární snímek Svědomí Číny. Česká premiéra byla oznámena na 21. srpna v pražském kině Atlas.